# Mitologia comparata
La mitologia comparata consiste nella comparazione dei miti di differenti culture alla ricerca di temi e caratteristiche condivisi. Serve a una varietà di fini accademici: per esempio, gli studiosi hanno utilizzato le relazioni tra miti differenti per tracciare lo sviluppo delle religioni e delle culture, per proporre origini comuni per i miti di culture differenti e per supportare varie teorie psicologiche.

## Definizione
L'antropologo e accademico statunitense Covington Scott Littleton, definisce la mitologia comparata come un "confronto sistematico tra i miti e i temi mitici, tratti da varie culture". Confrontando la mitologia delle diverse culture, gli studiosi identificano le somiglianze tra di esse, in modo da ricostruire la protomitologia, l'origine delle varie mitologie. Tutte le teorie degli studiosi sulla mitologia utilizzano un approccio comparativo, ad esempio il professore di religione Robert Segal dice che: "attraverso la definizione, tutti i teorici cercano somiglianze tra i miti". I teorici della mitologia possono essere divisi in due fazioni (particolaristi e comparativisti): i particolaristi enfatizzano le differenze tra i miti, sostengono che le somiglianze decifrate dai comparativisti sono vaghe e superficiali, mentre i comparativisti sottolineano le somiglianze tra i miti, essi sostengono che le differenze incise dai particolaristi sono banali e sbagliate.
Tra il XVIII secolo e il XIX secolo, gli approcci comparativi degli studiosi alla mitologia ebbero un discreto successo popolare. Molti di questi studiosi ritenevano che tutti i miti mostrassero un segno di evoluzione, dall'essere associati unicamente ad un contesto poetico. Secondo una teoria, le descrizioni poetiche dei miti erano diventate talmente distorte col passare del tempo, che le storie degli eroi e degli dei erano simili fra loro. Gli studiosi moderni propendono di più verso il particolarismo, sentendosi sospettosi sulle dichiarazioni riguardo ai miti. Un'eccezione recente è l'approccio storico nella ricostruzione di alcuni miti antichi da parte dello indologo tedesco Michael Witzel.

## Metodi di approccio
La mitologia comparata viene studiata in diverse discipline: folclore, antropologia, storia, linguistica e scienza delle religioni, ognuna di essa con il proprio metodo di approccio.